# ملكة الصيف (رواية)
ملكة الصيف  رواية خيالية لجوان فنج، نشرت في عام 1991، وهي تتمة لرواية ملكة الثلج ورشحت لجائزة هوغو لأفضل رواية في نفس العام.

## المضمون
بعد أن أصبحت (ملكة الصيف) بات على (مون) أن تفي بالمهام التي عزمت نفسها عليها وهي قيادة شعبها إلى الاستقلال والتقدم التكنولوجي وجعلهم يعترفون بمكانة (شبكة العرافة) وتخليص زواجها من سباركس من أشباح الماضي.